# Кавказ (газета)
Газета «Кавказ» — периодическое издание в кавказском регионе Российской империи.

## История
Начала выходить в свет 5 января 1846 года. Это было частное издание, издававшееся по инициативе Кавказского наместника князя Воронцова. «Кавказ» пользовался поддержкой правительства (новая газета способствовала русификации окраин), будучи заявлен как политико-литературный орган, «… предназначенный для распространения в крае полезных сведений и современных известий… для ознакомления России о особенностями жизни, нравов и обычаев племен, населяющих Кавказский край». В 1850 году газета перешла в собственность канцелярии управления наместника кавказского. Официальным органом печати на Кавказе в это время был «Закавказский вестник». В 1856 году произошло слияние газет «Кавказ» и «Закавказский вестник»; последняя стала выходить в виде официального приложения при газете «Кавказ».
С 1846 по 1849 гг. газета выходила еженедельно, с 1850 по 1876 г. — два раза в неделю, с 1870 — три раза в неделю (воскресенье, среда, пятница); с 1877 года стала выходить ежедневно. В 1917 году газета «Кавказ» прекратила существование.

## Расположение
До 13 июня 1872 года редакция газеты находилась на Армянском базаре в доме Джимшерова, после  переехала на Головинский проспект, в дом Соломона Антонова.

## Редакция
Первым редактором был до 1849 года О. И. Константинов. 
После Константинова редакторами были: И. А. Сливицкий (1852—1855), Е. А. Вердеревский (1855), Н. Г. Берзенов (1856). С 1857 по 1863 годы главным редактором газеты был Ф. Ф. Бобылёв. Его сменил Э. И. Шварц (1864—1870), затем: И. А. Сливицкий, Е. С. Сталинский (1875—1877), Н. И. Воронов (1877—1881), Д. А. Кобяков (1881), кн. Д. Г. Эристов (1882—1884), М. М. Тебеньков (1885—1890), Ю. Н. Милютин (1891—1897), В. Величко (1897—1899). В 1899 году её снова, недолго, редактировал Тебеньков, а затем — К. Н. Бегичев.

## Авторы
В газете «Кавказ» в подписи к рассказу «Макар Чудра» впервые 12 сентября 1892 года появился псевдоним-френоним М. Горький.
Баранчеев, Иван Николаевич, Величко, Василий Львович,  Иоселиани, Платон Игнатьевич,  Костемеревский, Иван Семёнович, Шейхалиев, Али Давлетович и др.